# The Hurt Locker
The Hurt Locker er en amerikansk krigsthriller fra 2009 instrueret af Kathryn Bigelow. Den er en af de mest kritikerroste film fra 2009, og er blevet tildelt priser og nominationer fra en række organisationer, festivaler og grupper, inkluderet ni Oscar-nominationer, hvor filmen fik seks af disse, deriblandt bedste film og bedste instruktør.
Historien er skrevet af Mark Boal, en freelance-forfatter som har gjort tjeneste i et bombe-desarmeringsteam.

## Handling
Filmen følger USA's hærs Explosive Ordnance Disposal under Irakkrigen, hvor de desarmerer bomber.

## Medvirkende
- Jeremy Renner i rollen som Sergeant First Class William James
- Anthony Mackie i rollen som Sergeant JT Sanborn
- Brian Geraghty i rollen som Specialist Owen Eldridge
- Christian Camargo i rollen som Lieutenant Colonel John Cambridge
- Guy Pearce i rollen som Staff Sergeant Matt Thompson
- Ralph Fiennes i rollen som PMC Team Leader
- David Morse i rollen som Colonel Reed
- Evangeline Lilly i rollen som Connie James
- Christopher Sayegh i rollen som Beckham